# Paranacoleia
Paranacoleia is een geslacht van vlinders uit de familie van de grasmotten (Crambidae). De wetenschappelijke naam van dit geslacht is voor het eerst voorgesteld door Hiroshi Inoue in een publicatie uit 1982.

## Soorten
- P. cuspidata Du & Li, 2008
- P. elegantula Du & Li, 2008
- P. lophophoralis (Hampson, 1912)
- P. lubrica Du & Li, 2008